# 溫健騮
溫健騮（英語：WAN Kin Lau，1944年1月15日—1976年）是一名香港作家、詩人。
廣東高鶴人，在香港成長，1964年臺灣國立政治大學外交系畢業，1968年受邀參加美國愛荷華國際寫作計劃，獲美國愛荷華大學文學碩士學位。1974年由美回港，先後擔任《今日世界》出版社、《時代生活》出版社編輯，最終任教香港大學中文系。1975年參與創辦《文學與美術》雙月刊，1976年因癌症過世，終年只得32歲。

## 著作
- 古蒼梧﹑黃繼持編：《溫健騮卷》，香港：三聯書店，1987 年。
- 溫健騮：《苦綠集》，台北：允晨文化，1989年。
- 溫健騮：《帝鄉》，香港：初文出版社，2020年。